# Mauricio Pellegrino
Mauricio Andrés Pellegrino Luna (* 5. října 1971) je bývalý argentinský fotbalista, který hrál jako střední obránce. Po skončení aktivní kariéry se stal trenérem a od roku 2025 trénuje argentinský Lanús.
Po téměř deseti letech ve Vélezu Sarsfield strávil drtivou většinu své zbývající kariéry ve Španělsku, v La Lize odehrál celkem 176 zápasů a vstřelil pět gólů během osmi sezón za tři různé kluby, zejména za Valencii. Byl součástí argentinského týmu na Copa América 1997.
Jako trenér dovedl Alavés do finále Copa del Rey 2017.